# Myrmecolaelia
Myrmecolaelia là một chi thực vật có hoa trong họ Lan.